# Ahmad Madania
Ahmad Madania (arab. أحمد مدنية; ur. 1 stycznia 1990 w Latakii) – syryjski piłkarz grający na pozycji bramkarza. Od 2014 jest zawodnikiem klubu Al-Jaish Damaszek.

## Kariera piłkarska
Swoją karierę piłkarską Madania rozpoczął w klubie Al-Jaish Damaszek, w którym w 2006 roku zadebiutował w pierwszej lidze syryjskiej. W sezonie 2014 zdobył z nim Puchar Syrii. Z kolei w latach 2015-2018 czterokrotnie z rzędu został z nim mistrzem Syrii.

## Kariera reprezentacyjna
W reprezentacji Syrii Madania zadebiutował 27 sierpnia 2016 w zremisowanym 0:0 towarzyskim meczu z Tadżykistanem. W 2019 roku powołano go do kadry na Puchar Azji.